# Joël Bouzou
Joël Bouzou (* 30. října 1955 Figeac) je bývalý francouzský moderní pětibojař.
Je synem učitele tělocviku, od dětství se věnoval šermu, atletice i plavání. V reprezentaci debutoval v roce 1977, startoval na čtyřech olympiádách: v roce 1980 obsadil 20. místo v individuálním závodě a 5. místo s francouzským družstvem, v roce 1984 skončil sedmnáctý a s družstvem získal bronzovou medaili, v roce 1988 obsadil 8. místo mezi jednotlivci a 4. místo mezi týmy a v roce 1992 byl sedmnáctý v závodě jednotlivců a sedmý v soutěži družstev. Na domácím mistrovství světa v moderním pětiboji v Moulins získal titul mistra světa v závodě jednotlivců, získal také bronzovou medaili v roce 1982 jako jednotlivec a v roce 1983 a 1986 jako člen družstva.
Po ukončení závodní činnosti vystudoval Univerzitu v Limoges a stal se sportovním funkcionářem. V rámci projektu Rassemblement par le Sport se staral o sportovní vyžití mládeže ze sociálně vyloučených lokalit. Pod záštitou knížete Alberta II. Monackého vytvořil v roce 2007 nevládní organizaci Peace and Sport. Je místopředsedou Mezinárodní unie moderního pětiboje a předsedou Světové organizace olympioniků. Byl mu udělen Řád čestné legie a Národní řád za zásluhy.